# Legend of 2PM
《LEGEND OF 2PM》是韓國的男子組合2PM的第2枚原創日語專輯，於2013年2月13日發行。

## 概要
- 與上一張原創專輯「REPUBLIC OF 2PM」相距約1年3個月。
- 收錄第4張單曲《Beautiful》和第5張單曲《Masquerade》，以及的B面曲《如果你在那裡》，共2首A面曲和1首B面曲。
- 本作分「初回生産限定盤A」、「初回生産限定盤B」、「通常盤」和「PLAYBUTTON」4種版本。「初回生産限定盤A」收錄了特別片段「Prologue of LEGEND OF 2PM」，以及專輯《LEGEND OF 2PM》的Making。
- 「初回生産限定盤B」收錄了6首成員獨唱歌曲，包括成員祐榮首張迷你專輯《23,Male,Single》主打曲目《Sexy Lady》；「通常盤」追加收錄第1枚原創專輯「REPUBLIC OF 2PM」收錄曲「即使分離（LIVE ver.）」
- 在2月25日於Oricon公信榜專輯每週排行榜取得第1位。
- 此外，專輯於6月12日、13日、14日、15日、17日於公信榜單曲日榜取得第1名。

## 收錄內容

### CD（Disc 1）
1. The LEGEND
2. Masquerade（ALBUM ver.）
5th單曲
3. Beautiful
4th單曲
4. So Bad
5. ONLY ONE
6. Missing You
7. Want you back
8. This Is Love
9. 如果你在那裡（君がいれば）
4th單曲
《Beautiful》B面曲
10. I'll Be OK
11. SOS Man
12. Breakthrough
13. Forever
14. 即使分離（LIVE ver.）
通常盤追加收錄

### Disc 2（初回生産限定盤B）
1. Sexy Lady
祐榮主唱
1st迷你專輯《23,Male,Single》主打曲目
2. SAY YES
俊昊主唱
3. 只有你（君だけに）
澤演主唱
4. Oh
燦盛主唱
5. TRUE SWAG
Jun. K主唱
6. Let It Rain
Nichkhun主唱

### DVD（初回生産限定盤A）
1. Prologue of LEGEND OF 2PM
2. LEGEND OF 2PM （Making Movie）
3. Members' Solo Off Shot Movie - 祐榮
4. Members' Solo Off Shot Movie - 俊昊
5. Members' Solo Off Shot Movie - 澤演
6. Members' Solo Off Shot Movie - 燦盛
7. Members' Solo Off Shot Movie - Jun. K
8. Members' Solo Off Shot Movie - Nichkhun

## 商業榜單
| 排行榜（2013年）         | 排行榜峰值 |
| ------------------------ | ---------- |
| 日本專輯榜（公信榜）週榜 | 1          |
| 日本專輯榜（公信榜）年榜 | 100        |

## 發行歷史
| 地區     | 發行歷史      | 廠牌             |
| -------- | ------------- | ---------------- |
| 日本     | 2013年2月13日 | Ariola Japan     |
| 南韓     | 2013年3月13日 | JYP娛樂          |
| 馬來西亞 | 2013年2月26日 | 馬來西亞索尼音樂 |

## 引用來源
1. ↑  . Oricon. 2013-03-25  [2017-05-25]. （原始内容存档于2016-04-29） （日语）.
2. ↑   [Album Top 100]. Oricon. 2013-12-15  [2014-04-08]. （原始内容存档于2013-12-20） （日语）.
3. ↑  . genie. 2013-03-13  [2017-05-25]. （原始内容存档于2019-02-17） （韩语）.
4. ↑  . asiahomecd.   [2017-05-25]. （原始内容存档于2016-03-03） （英语）.